# Parrot und Olivier in Amerika
Parrot und Olivier in Amerika ist ein Roman des australischen Schriftstellers Peter Carey. Das Buch erschien  2009  unter dem Titel Parrot and Olivier in America und wurde 2010 von Bernhard Robben ins Deutsche übersetzt. 
Der Roman erzählt Lebensgeschichte und Abenteuer eines ungleichen Paares, eines hypersensibel-hochnäsigen französischen Aristokraten und seines lebensklugen Dieners, heimatloser Sohn eines englischen Wanderdruckers, hochbegabter Kupferstecher und passionierter Vogelbeobachter, die das Schicksal  mit Hilfe eines zwielichtigen Aristokraten und Banknotenfälschers und einer überbesorgten Mutter zusammengespannt und in das Amerika der 1830er Jahre verschlagen hat. 
Historischer Hintergrund des Romans sind die gesellschaftlichen Umwälzungen des beginnenden 19. Jahrhunderts, Revolution und Restauration in Frankreich, die alten Rangeleien zwischen England und Frankreich um Dominanz in Europa und Übersee, die englischen Strafkolonien in Australien und schließlich das junge Amerika in seiner ökonomischen Aufbruchstimmung und seinen Versuchen, demokratische Strukturen einzurichten.
Inspiriert ist der Roman von Alexis de Tocquevilles Aufenthalt in Amerika, als er im Auftrag der französischen Regierung das  dortige Gefängniswesen erkunden sollte.     

## Ausgaben
- Parrot und Olivier in Amerika. Roman. Aus dem Engl. von Bernhard Robben. Frankfurt a. M. 2010. ISBN 978-3-10-010234-8